# フッズエンタテインメント
フッズエンタテインメント株式会社（英: Hoods Entertainment inc.）は、日本の企業。過去にはアニメ制作会社として活動していた。

## 歴史
2009年2月、ゴンゾで『ぼくらの』『ブラスレイター』などのプロデューサーを務めた永井理が『ブラスレイター』や『鉄のラインバレル』を制作した第1スタジオのスタッフらと共に、当時の同社屋内に設立した。
設立当初より元請でアニメーションの制作を請け負っているが、グロス請けや作画のみを下請けすることもある。
2020年2月、プロデューサーを務めていた植田慎也がフッズエンタテインメントの本社所在地に「Staple Entertainment株式会社」を設立、これを境にフッズエンタテインメントとしての活動実績はなくなり、事実上の事業撤退状態となっている。

## 作品履歴

### テレビアニメ
| 開始年 | 放送期間    | タイトル                         | 監督                         | アニメーション プロデューサー | 備考                               |
| ------ | ----------- | -------------------------------- | ---------------------------- | ----------------------------- | ---------------------------------- |
| 2010年 | 1月 - 6月   | 聖痕のクェイサー                 | 金子ひらく                   | 永井理                        |                                    |
| 2011年 | 4月 - 6月   | 聖痕のクェイサーII               | 金子ひらく                   | 永井理                        |                                    |
| 2011年 | 7月 - 9月   | 魔乳秘剣帖                       | 金子ひらく                   | N/A                           |                                    |
| 2012年 | 4月 - 6月   | 謎の彼女X                        | 渡辺歩                       | 永井理                        |                                    |
| 2013年 | 7月 - 9月   | ファンタジスタドール             | 斎藤久                       | 池口和彦 堀裕治               |                                    |
| 2013年 | 10月 - 12月 | BLAZBLUE ALTER MEMORY            | 橘秀樹                       | 浅賀孝郎 永井理               | 共同制作：teamKG                   |
| 2014年 | 4月 - 6月   | 彼女がフラグをおられたら         | 渡辺歩                       | 永井理                        |                                    |
| 2014年 | 10月 - 12月 | 大図書館の羊飼い                 | Team ニコ                    | 中智仁 植田慎也               | 共同制作：FelixFilm                |
| 2016年 | 10月 - 12月 | ドリフターズ                     | 鈴木健一                     | 植田慎也                      | HOODS DRIFTERS STUDIO名義          |
| 2018年 | 1月 - 3月   | メルヘン・メドヘン               | 斎藤久（総） 上田繁          | 永井理                        |                                    |
| 2018年 | 4月 - 6月   | 3D彼女 リアルガール              | 直谷たかし                   | 植田慎也                      | 第1シーズン                        |
| 2019年 | 1月 - 3月   | 3D彼女 リアルガール              | 直谷たかし                   | 植田慎也                      | 第2シーズン                        |
| 2019年 | 4月         | メルヘン・メドヘン（第11・12話） | 斎藤久（総） 上田繁 木村卓夫 | 永井理                        |                                    |
| 2019年 | 10月 - 12月 | 戦×恋                            | 直谷たかし                   | 植田慎也                      |                                    |
| 2021年 | 1月 - 3月   | ゲキドル                         | 上田繁                       | 永井理                        | 制作・納品は放映開始の数年前に完了 |

### OVA
| 発売年 | タイトル                                       | 監督                  | アニメーション プロデューサー | 備考                        |
| ------ | ---------------------------------------------- | --------------------- | ----------------------------- | --------------------------- |
| 2009年 | あきそら                                       | 高橋丈夫              | 永井理                        |                             |
| 2010年 | あきそら〜夢の中〜                             | 高橋丈夫              | 永井理                        |                             |
| 2012年 | 堀さんと宮村くん                               | 夏目真悟 川畑えるきん | 永井理                        | -2014年、第2巻まで          |
| 2013年 | カガクなヤツら                                 | 金子ひらく            | 永井理                        |                             |
| 2013年 | れすきゅーME!                                  | 川口敬一郎            | 永井理                        |                             |
| 2013年 | アークIX                                       | 板垣伸                | 永井理                        |                             |
| 2013年 | ヴァンキッシュド・クイーンズ                   | 板垣伸                | 森尻和明 永井理               | -2004年、制作協力：アームス |
| 2015年 | 閃乱カグラ ESTIVAL VERSUS -水着だらけの前夜祭- | 上田繁                | 永井理                        |                             |
| 2015年 | ハンツー×トラッシュ                            | 斎藤久                | 永井理                        |                             |
| 2021年 | アリスインデッドリースクール                   | 山内重保              | N/A                           |                             |

### 制作協力
| 年     | タイトル               | 制作元請                   | 備考               |
| ------ | ---------------------- | -------------------------- | ------------------ |
| 2011年 | 神様ドォルズ           | ブレインズ・ベース         | 各話制作協力       |
| 2012年 | ジョジョの奇妙な冒険   | david production           | 各話制作協力       |
| 2012年 | PSYCHO-PASS サイコパス | Production I.G             | 各話制作協力       |
| 2013年 | AMNESIA                | ブレインズ・ベース         | 各話制作協力       |
| 2013年 | 惡の華                 | ZEXCS                      | 各話制作協力       |
| 2013年 | 君のいる町             | GONZO                      | 協力・各話制作協力 |
| 2017年 | 銃娘:ガンガール        | ブロウ・エンタテインメント | 制作協力           |